# Sofielund, Ludgo

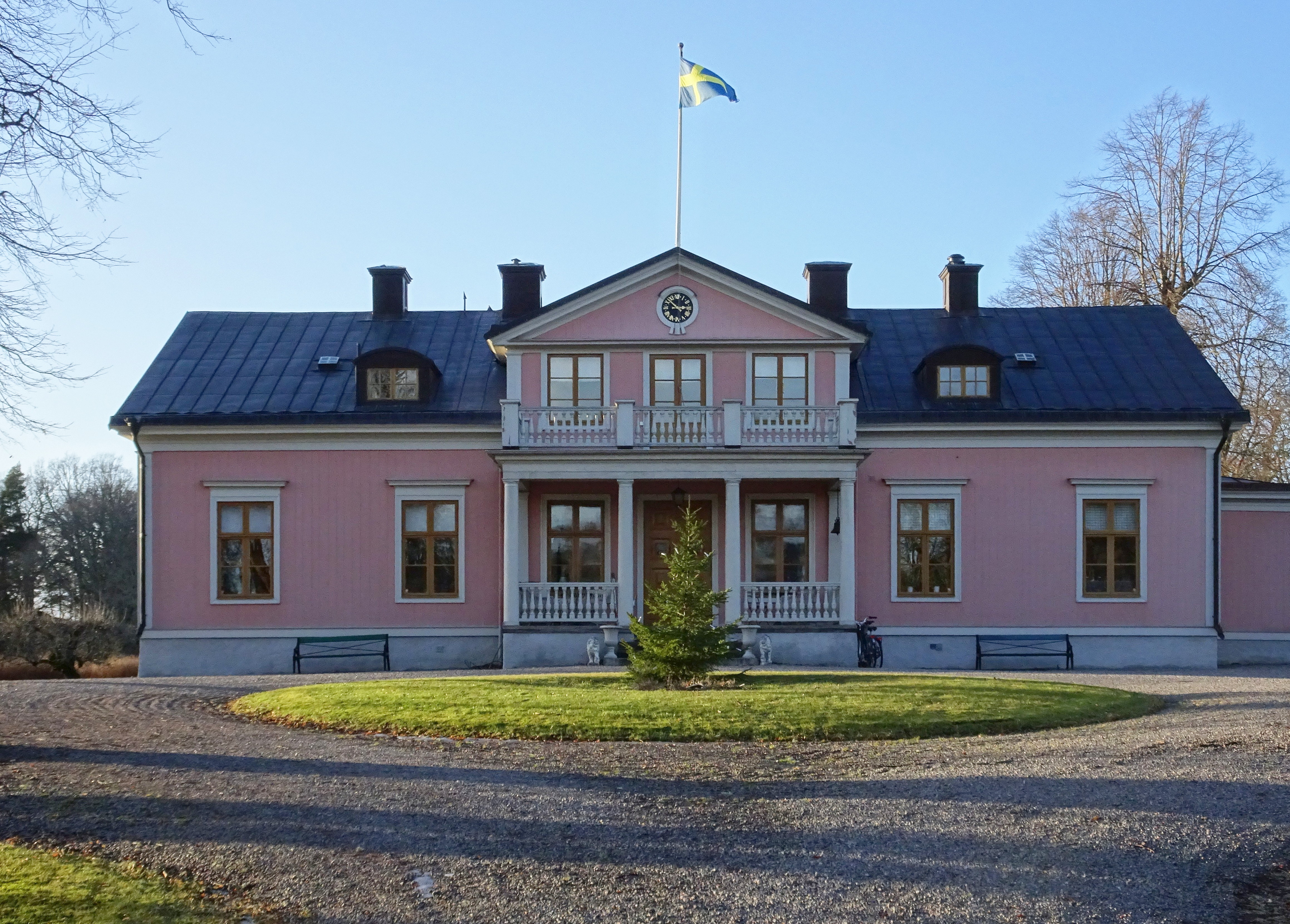
Sofielunds huvudbyggnad, februari 2022.

Sofielund (äldre namn Buddebol) är en herrgård och ett tidigare säteri i Ludgo socken, Nyköpings kommun, belägen längst ut på en halvö i sjön Båven mellan Tyviken och Penningbyviken. På udden ligger även lämningar efter gårdarna Mallinge, Udden och Starrfinn som alla lydde under Buddebol / Sofielund. 

## Historik

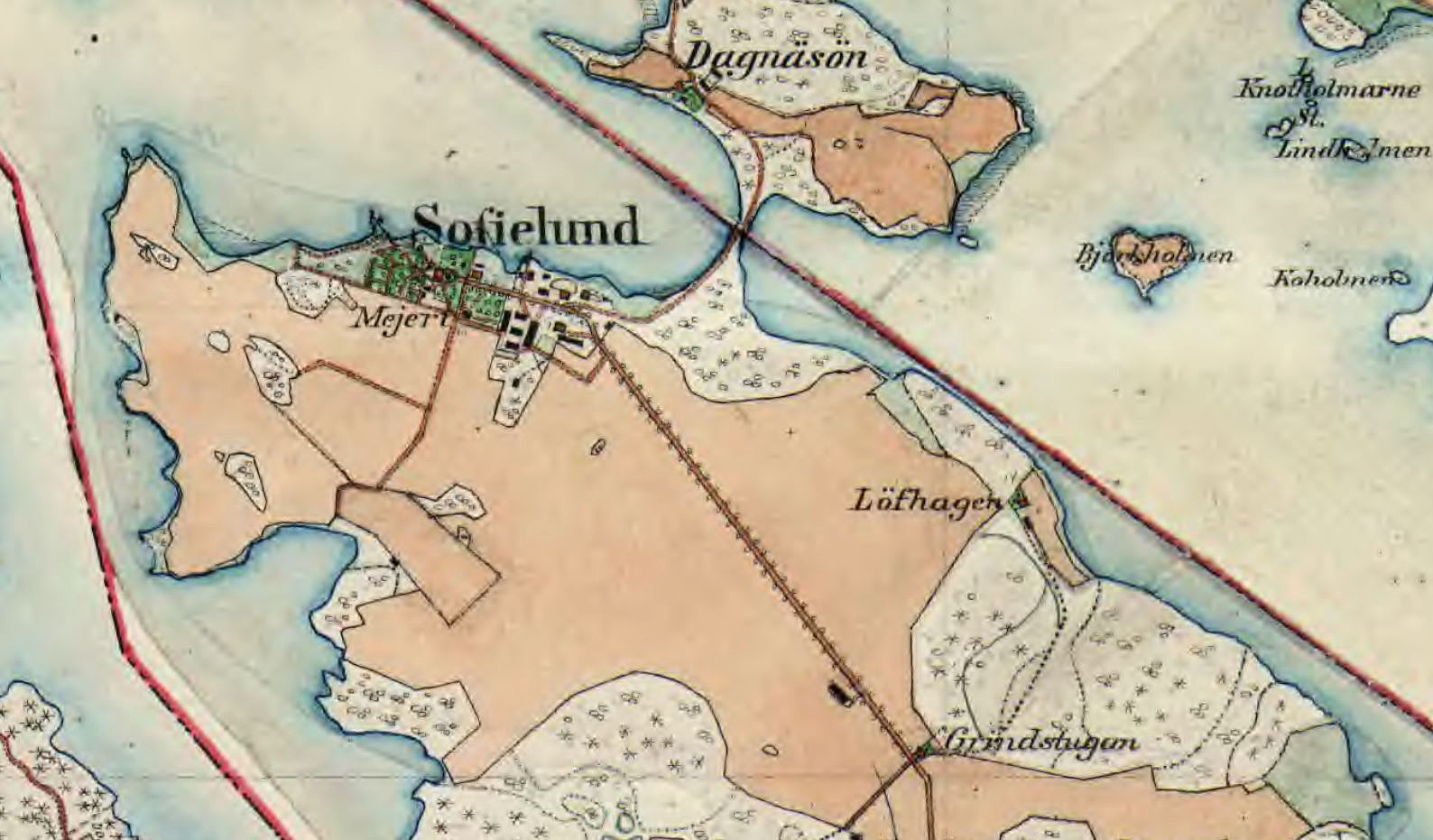
Sofielund, 1890-tal.

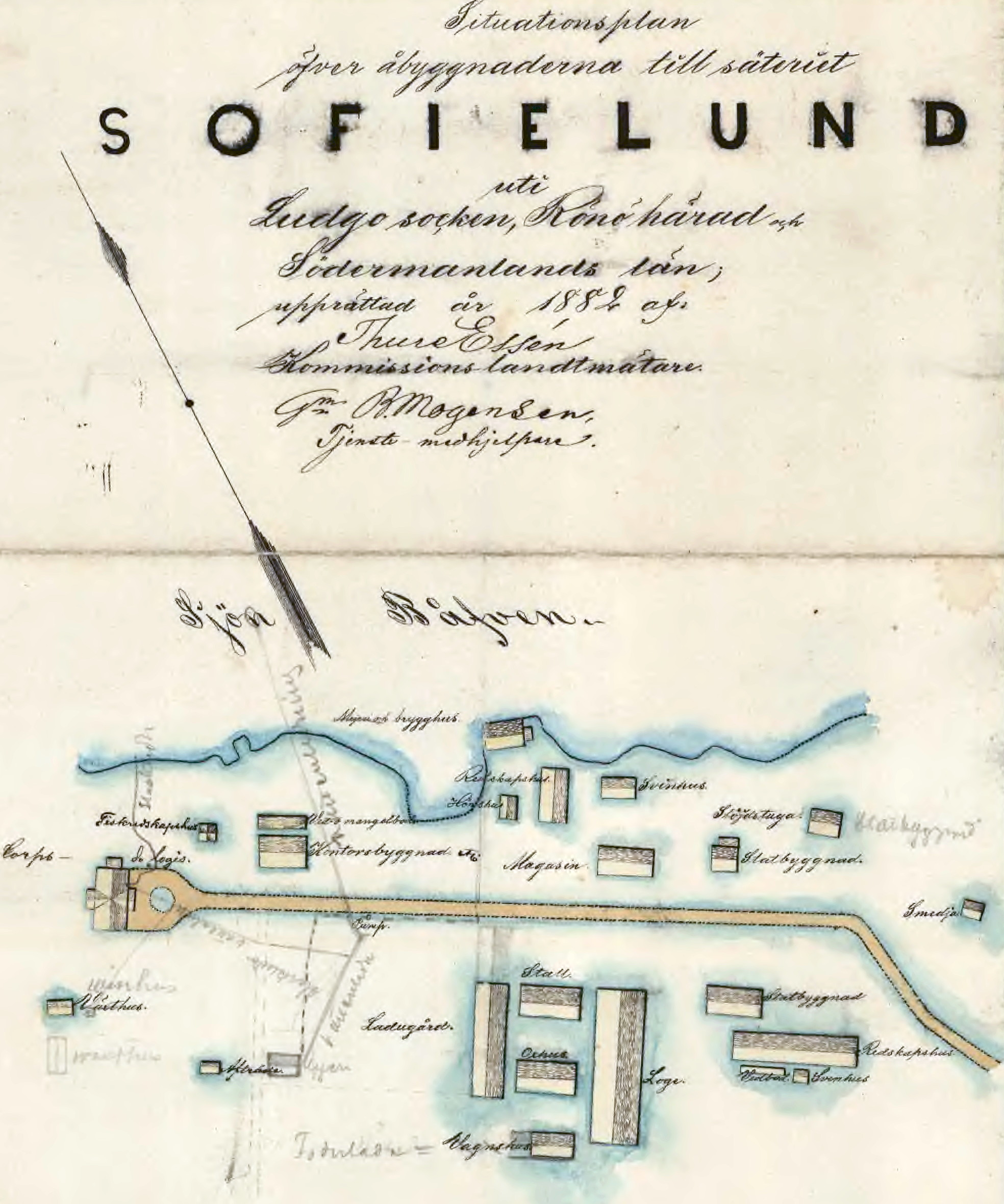
Situationsplan, 1882.

Enligt historiebeskrivningen ingick Buddebol om 1 mantal frälse år 1562 i Lars Matssons Kafle (ca 1495-1570) landbogods som inom Södermanland omfattade sexton gårdar och ett torp, av vilka fyra hemman låg i Ludgo socken: Buddebol, Mallinge, Starrfinne och Udden. 
Av dem gick Buddebol och Mallinge i arv till Lars Matssons Kafles sondotter Brita Matsdotter Kafle (1570-1603), som var gift med Anders Persson (Lillietopp). Den sistnämnda tillhörde på moderns sida en släkt, som i slutet av 1500-talet skrev sig till Stensnäs i Lerbo socken och ännu 1633 lydde Buddebol under Stensnäs.
I 1636 års jordebok uppgavs hemmanet lyda under Edeby i Ripsa socken, som då ägdes av Anna Nilsdotter Bielkenstierna (död 1663), gift med Jakob Skytte. Enligt dennes rusttjänstdeklaration från 1644 innehade han samtliga fyra gårdar i Ludgo socken, som ursprungligen ägts av Kafleätten. Jakob Skyttes son, Johan Skytte, ärvde gården och sålde den till Wilhelm Böös Drakenhielm. Dennes änka, Anna Maria Silfverstierna (död 1697), behöll Buddebol bara en kort tid. 
I slutet av 1600-talet innehades gården av Mauritz Nilsson Posse som ungefär samtidigt ägde närbelägna Edeby. Posse gjorde Buddebol till säteri, det gamla frälsefogdebostället reparerades och nuvarande huvudbyggnad uppfördes. Stället tillhörde sedan in på 1700-talet släkten Posse. 1771 erhöll dåvarande ägaren friherrinnan Sophie Palmqvist (1713-1782) rätten att ändra namnet till Sofielund. Hon var änka efter Lage Posse (död 1747).
Därefter vandrade egendomen genom många händer. Mellan 1860 och 1876 ägdes Sofielund av kammarherre greve Oskar Frölich. Av denne förvärvade hovrättskommissarie B. Bergman egendomen för 125 000 kronor och sålde den 1880 till godsägare Wilhelm Högstedt. Greve Baltzar Wachtmeister köpte gården av Sörmlandsbanken 1927 och hade den till 1938. Efter 1938 var ägaren direktör Fredrik Lorenius vars son Thomas innehade gården 2011. År 2015 såldes egendomen till finansmannen Claes-Henrik Julander, verkställande direktör i investmentbolaget Pan Capital.

### Historiska bilder

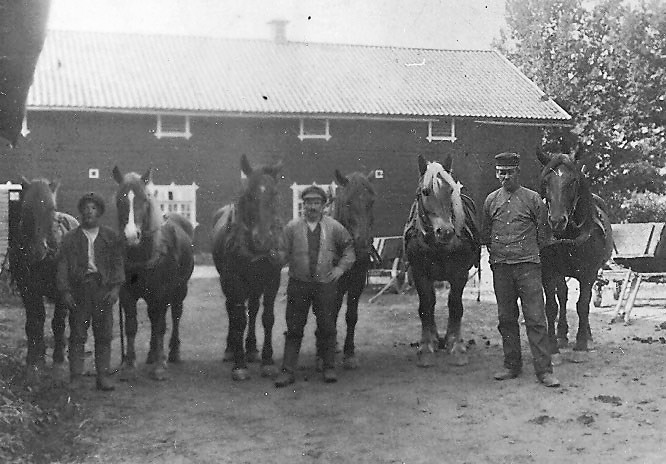
Hästkarar vid ladugården 1910.
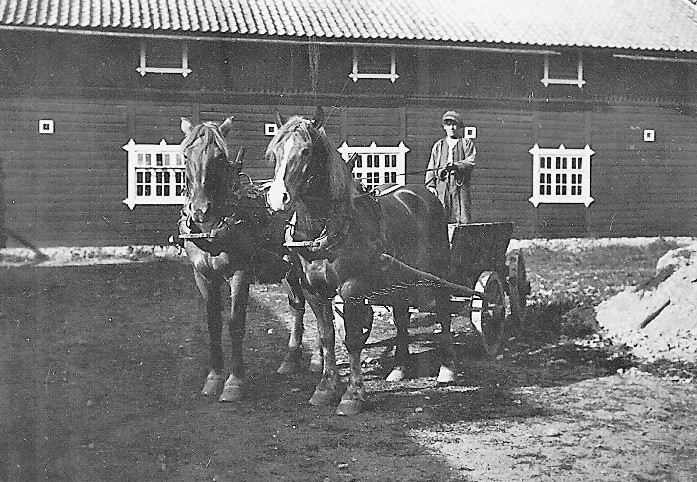
Hästspann vid ladugården 1914.
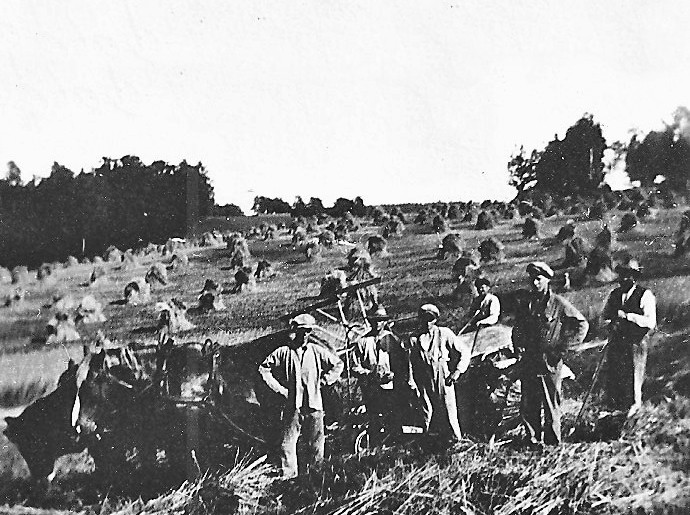
Skördearbete 1955.
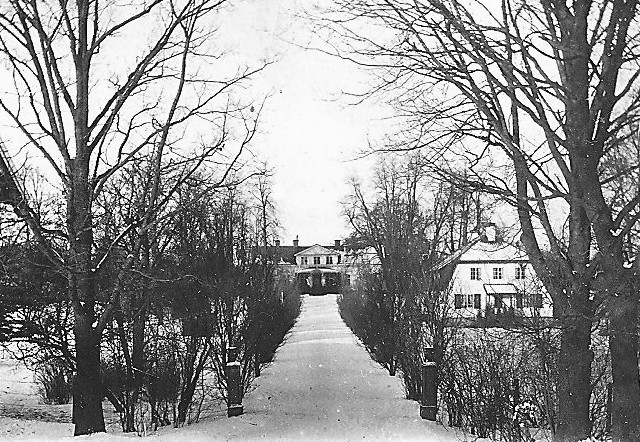
Huvudbyggnaden och allén 1950.

### Bebyggelsen

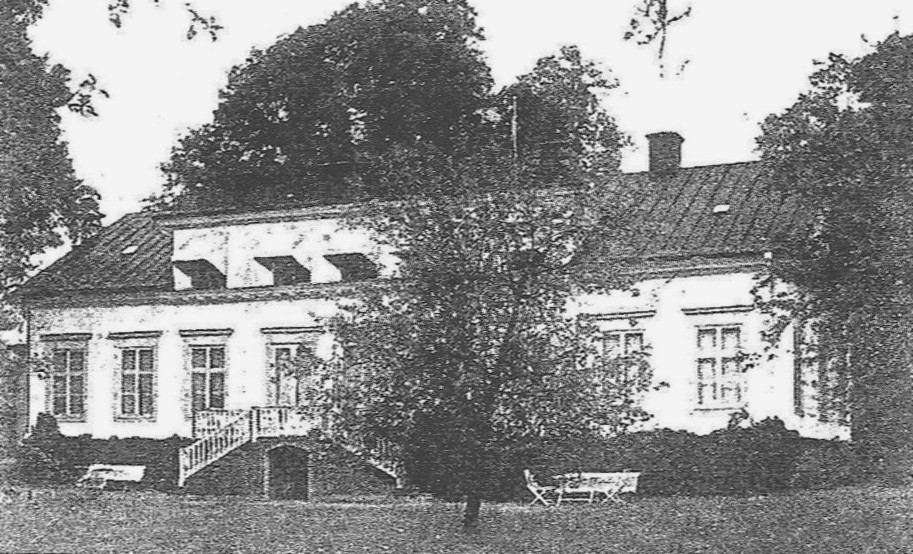
Huvudbyggnaden mot norr, 1940-tal.

Nuvarande corps de logi uppfördes kring slutet av 1700-talet på initiativ av Mauritz Nilsson Posse. Byggnaden ligger i slutet av en allé och består av ett träpanelat hus i en våning med frontespis på entrésidan. Fasaderna är idag avfärgade i gammalrosa kulör. Tidigare var fasaderna reveterade. Interiören bestod ursprungligen av en sal och fyra kamrar. Vinden inreddes på senare tid. Idag innehåller huset 12 rum och kök samt hallar.
På en situationsplan från 1882 framgår gårdens huvudbebyggelse. Allén delar bebyggelsen i två områden. På den nordöstra sidan mot sjön ligger ett antal bostads- och statbyggnader samt magasin och gårdskontor. På platsen för gårdskontoret står huvudbyggnadens flygel vilken uppfördes 1911 som bostad för inspektorn och trädgårdsmästaren. Arbetarbostäderna rymde på 1940-talet lägenheter om två rum och kök. I gamla statarlängan fanns en samlingssal. Sydväst om allén grupperar sig gårdens ekonomibyggnader med bland annat loge, stall, ladugård, oxhus, vagnshus och redskapshus, alla uppförda mellan 1840 och 1880-talet. Uppdelningen gäller i princip fortfarande idag dock har några byggnader rivits och nya tillkommit. 
På 1930-talet omfattade Sofielunds ägor 570 hektar mark, därav 200 hektar åker, 350 hektar skog och 20 hektar betesmark. På gården fanns 20 hästar, ett 50-tal kor och ett 90-tal ungnöt. Sedan mitten av 1920-talet bedrevs uppfödning av tjurar, rasen Båven-Hero. Idag (2021) omfattar gårdens ägor (fastigheten Sofielund 2:17) drygt 530 hektar som inkludera nästan hela udden.

### Nutida bilder

Gårdens byggnader (urval)
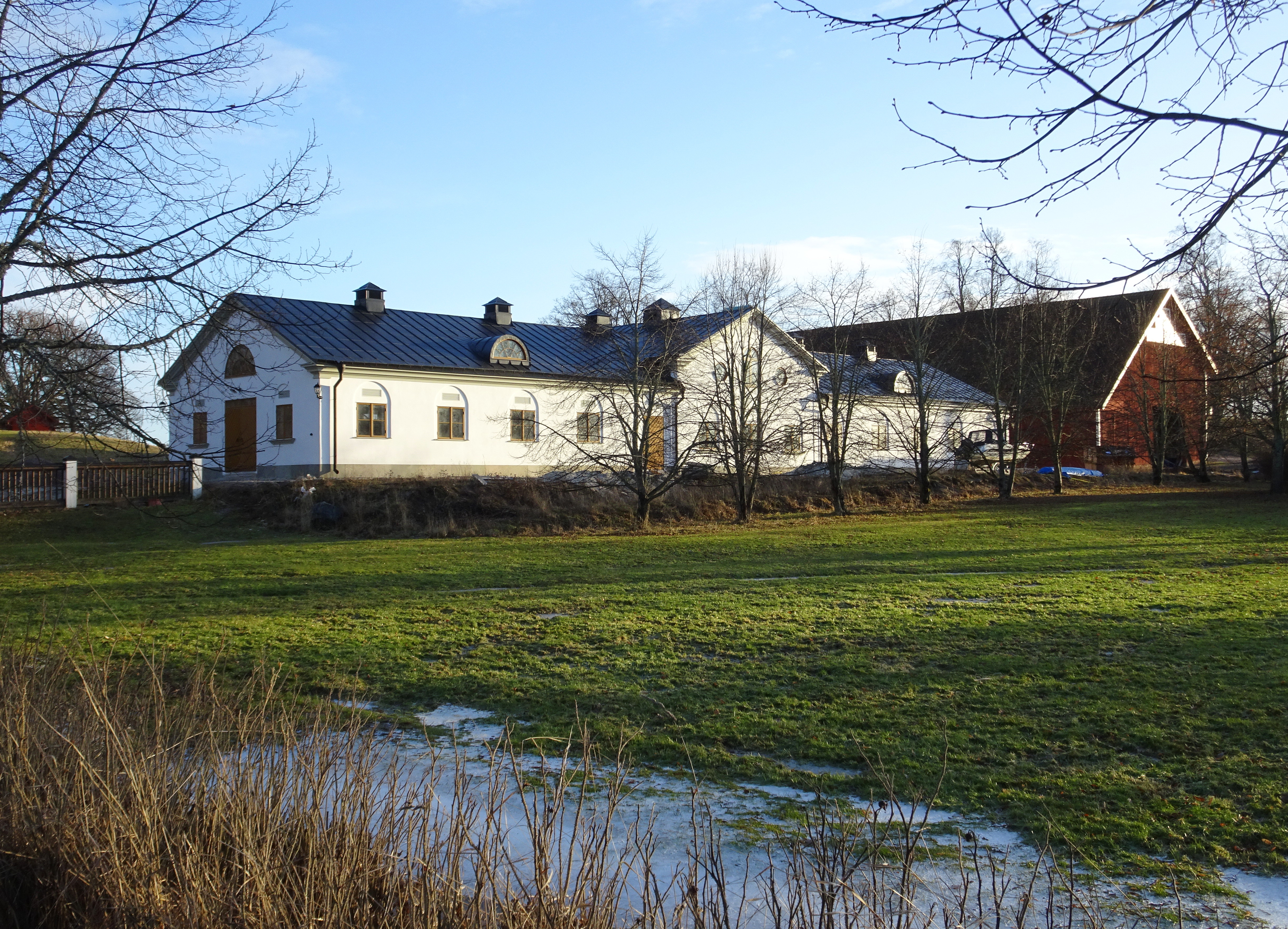
Ladugården och stall.
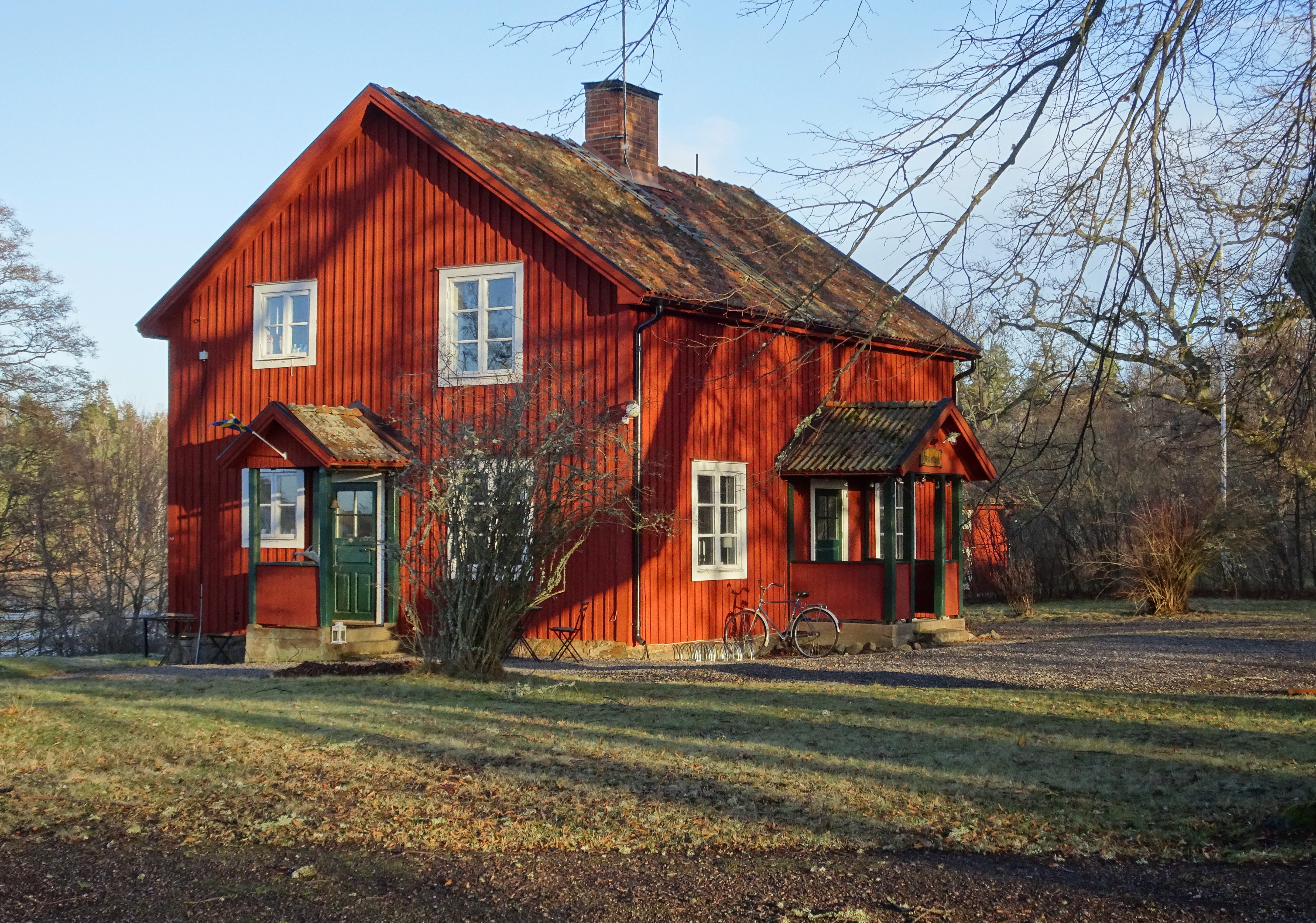
Före detta arbetarbostad.
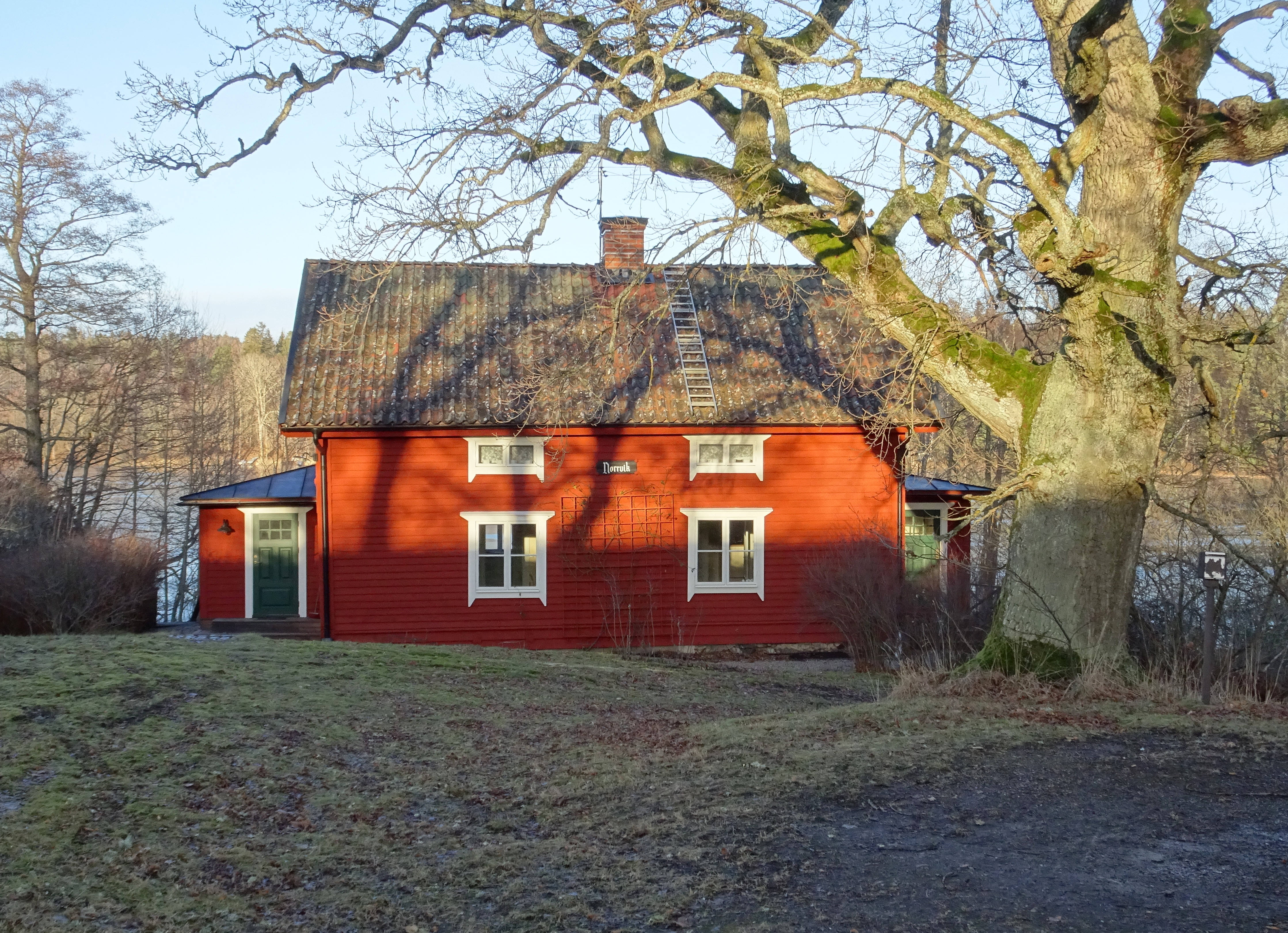
Före detta arbetarbostad.
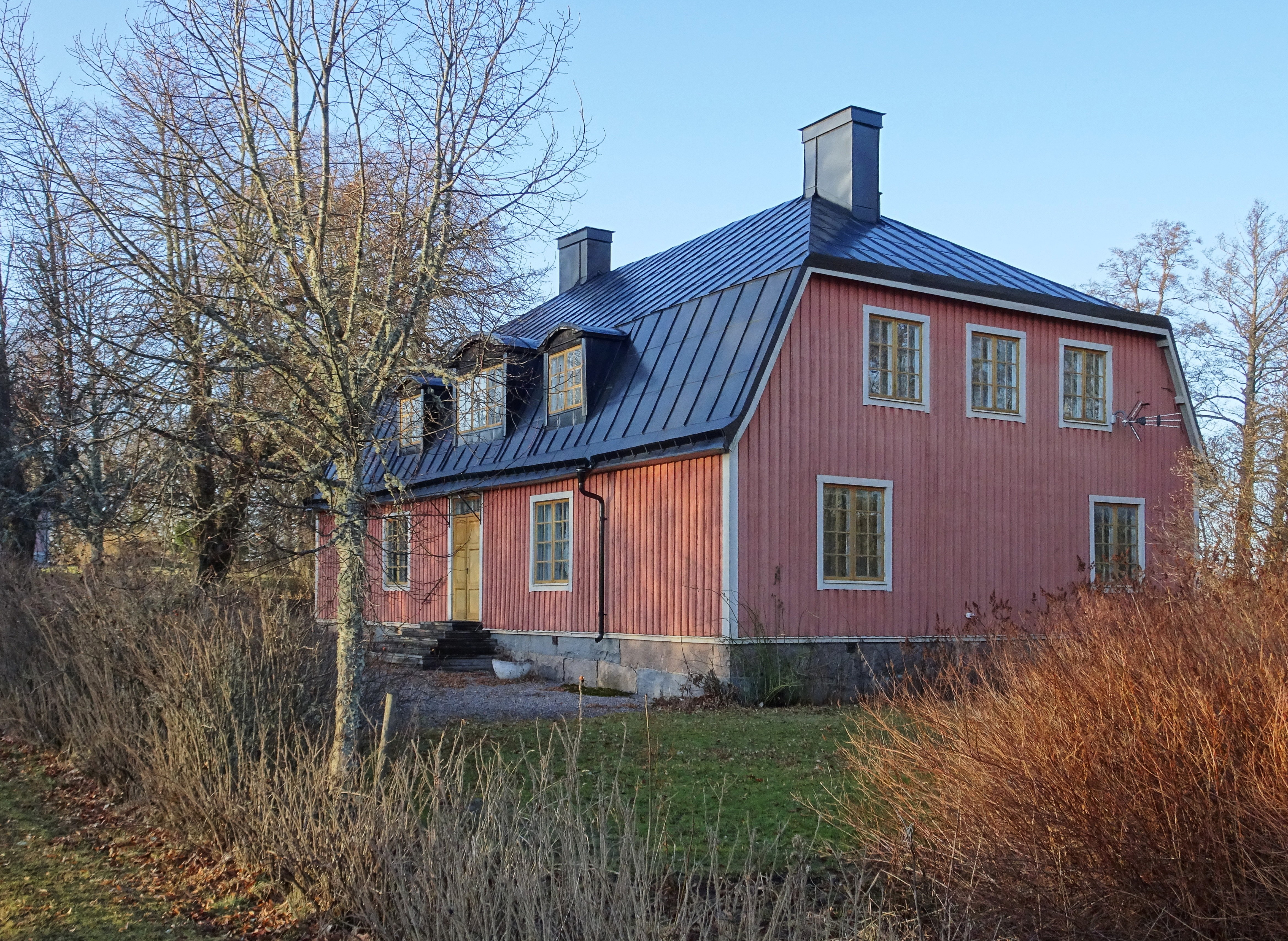
Före detta inspektorsbostaden.

## Sa även
- Lista över slott och herrgårdar i Södermanland